# Cheshire Ring

de Cheshire Ring

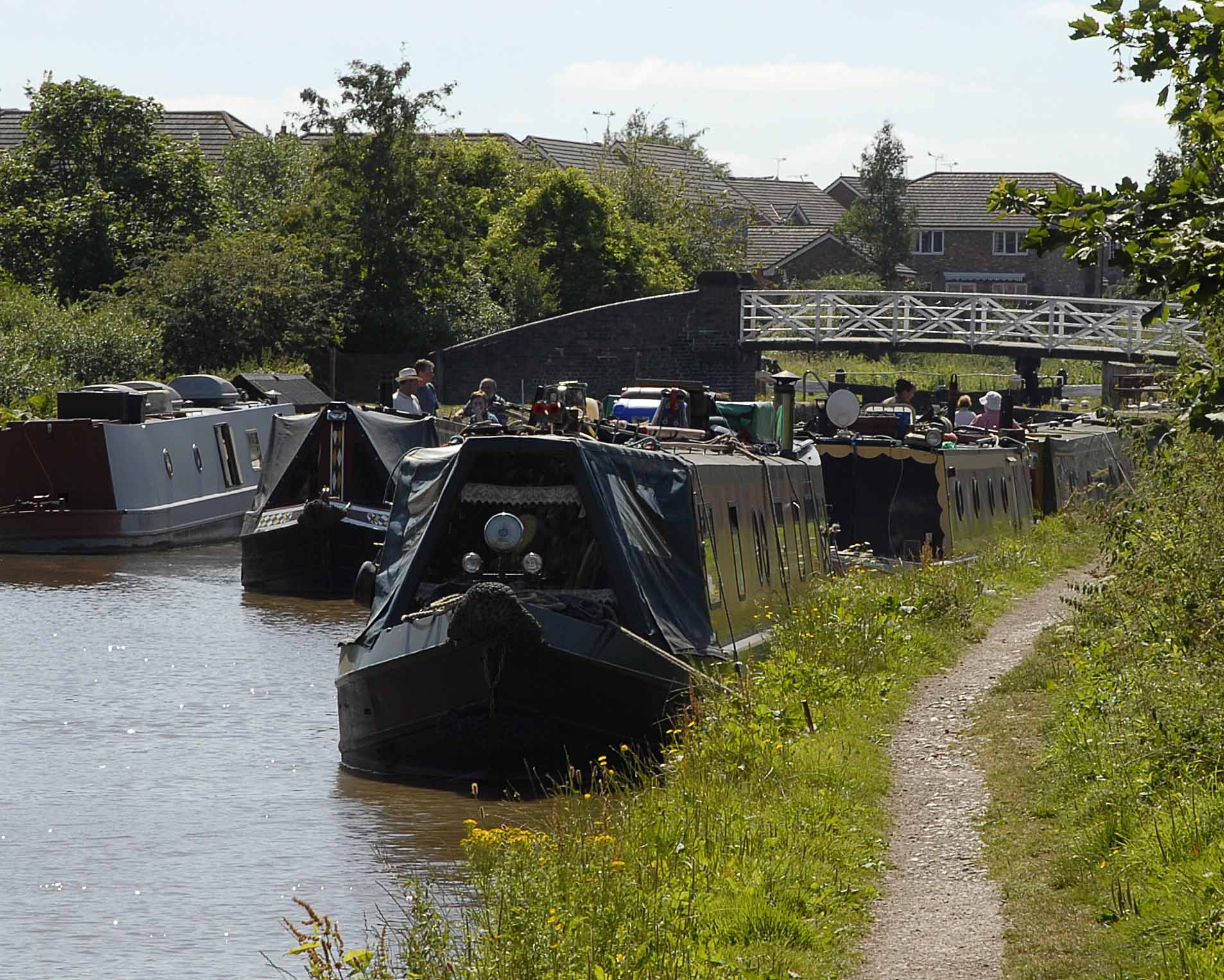
het Trent and Mersey Canal

De Cheshire Ring is een populaire vaarroute die zes kanalen in en rondom Cheshire, Engeland omvat.
De tocht duurt ongeveer een week en is vooral bedoeld voor een narrowboat-vakantie waarbij het beginpunt gelijk is aan het eindpunt. De route is 156 km lang. Op de route liggen 92 sluizen. Het is een contrastrijke route met aan de ene kant het drukke centrum van Manchester en aan de andere kant de vergezichten over het Peak District en de vlaktes van Cheshire.

## Geschiedenis
De term Cheshire Ring verscheen voor het eerst in een Inland Waterways Association (IWA) Bulletin in 1965. Het is bedacht als onderdeel van een campagne om het dempen van de kanalen te voorkomen en de scheepvaart te herstellen op het deel wat vroeger bekend was als de Peak Forest Circular Route die lag tussen Manchester en Marple.
Na de Tweede Wereldoorlog is de commerciële vaart op deze kanalen sterk achteruitgegaan. Delen van het Rochdale, Ashton en Peak Forest kanaal, die in het stedelijk deel van de ring lagen, zijn langzamerhand in onbruik geraakt. In het begin van de jaren 60 waren ze zelfs onbevaarbaar geworden door de lage waterstand en de vele defecte en niet meer bruikbare sluizen.
Er bestond een groot risico dat de kanalen zouden worden gedempt, omdat het stinkende, vervallen vaarten waren geworden. Volharding door de IWA en de Peak Forest Canal Society leverde uiteindelijk resultaat op, en na restauratie werd de ring op 1 april 1974 opnieuw geopend voor de scheepvaart.
Het Rochdale Canal (in tegenstelling tot de meeste andere kanalen in Engeland) was in 1947 niet genationaliseerd en bleef eigendom van de Rochdale Canal Company. Zowel het Rochdale Canal als het Bridgewater Canal waren ontsnapt aan nationalisatie omdat het volledige dochterondernemingen waren van de Manchester Ship Canal company.
In 2002, als onderdeel van de restauratie van het Rochdale Canal, is het eigenaarschap overgegaan van de Rochdale Canal Company naar de Waterways Trust. British Waterways werd aangesteld als beheerder van de kanalen. Hierdoor kwam er een einde aan de 35 pond tol die betaald moest worden voor het gebruik van een mijl kanaal door Manchester. Dit schrikte vele schippers af deze ring te varen.

## De zes kanalen
- Ashton Canal
- Peak Forest Canal
- Macclesfield Canal
- Trent and Mersey Canal
- Bridgewater Canal
- Rochdale Canal

## Plaatsen
Plaatsen aan de verschillende kanalen:
- Ashton Canal: Ancoats, Clayton, Droylsden, Audenshaw, Ashton-under-Lyne
- Peak Forest Canal: Dukinfield, Hyde, Woodley, Bredbury, Romiley, Marple
- Macclesfield Canal: High Lane, Higher Poynton, Bollington, Macclesfield, Bosley, Congleton
- Trent and Mersey Canal: Kidsgrove, Church Lawton, Rode Heath, Wheelock, Middlewich, Northwich, Anderton
- Bridgewater Canal: Preston Brook, Lymm, Sale
- Rochdale Canal: Manchester